# スカイハイプロモーションズ
スカイハイプロモーションズは、タレント・モデルなどのマネジメント及びプロモーション業務・イベント展示会などのキャスティング業務を担う株式会社である。

## 所属者
※2025年4月現在

### タレント/モデル
- 松尾春菜
- きゅみ(ボートの時間!出演中)
- 風間そら
- 藤白玲華
- 石田理紗
- 犬飼るい
- 白石美音
- 日向のん

## 過去に所属していたタレント
- 加乃ほのか(現：坂本萌乃佳)
- 藤谷梨沙
- 雪平莉左
- 山下莉果
- 七海
- 青山あいり
- 仲村ありさ